# 却尘犀
却尘犀又叫辟尘犀、駭雞犀、辟水犀、光明犀，是中國古代传说中一種海獸，據說從未有人見過。它的樣貌很像犀牛，他的角可以避却尘埃。

## 文獻记载
- 南朝梁·任昉《述异记》卷上：「却尘犀，海兽也，然其角辟尘，致之于座，尘埃不入。」
- 唐·刘恂《岭表录异》卷中：「又有骇鸡犀、辟尘犀、辟水犀、光明犀，此数犀，但闻其说，不可得而见之。」原注：「﹝辟尘犀﹞为妇人簪梳，尘不著也。」
- 唐·苏鹗《杜阳杂编》卷下：「刻镂水精、马脑、辟尘犀为龙凤花。」